# خنفساء القلف الكليلة
خنفساء القلف الكليلة أو خنفساء قلف المَيس (الاسم العلمي: Scolytus muticus) (بالإنجليزية: hackberry beetle)‏ هو نوع من الحشرات يتبع جنس خنفساء القلف من فصيلة السوسية الحقيقية.